# Economia de Suècia

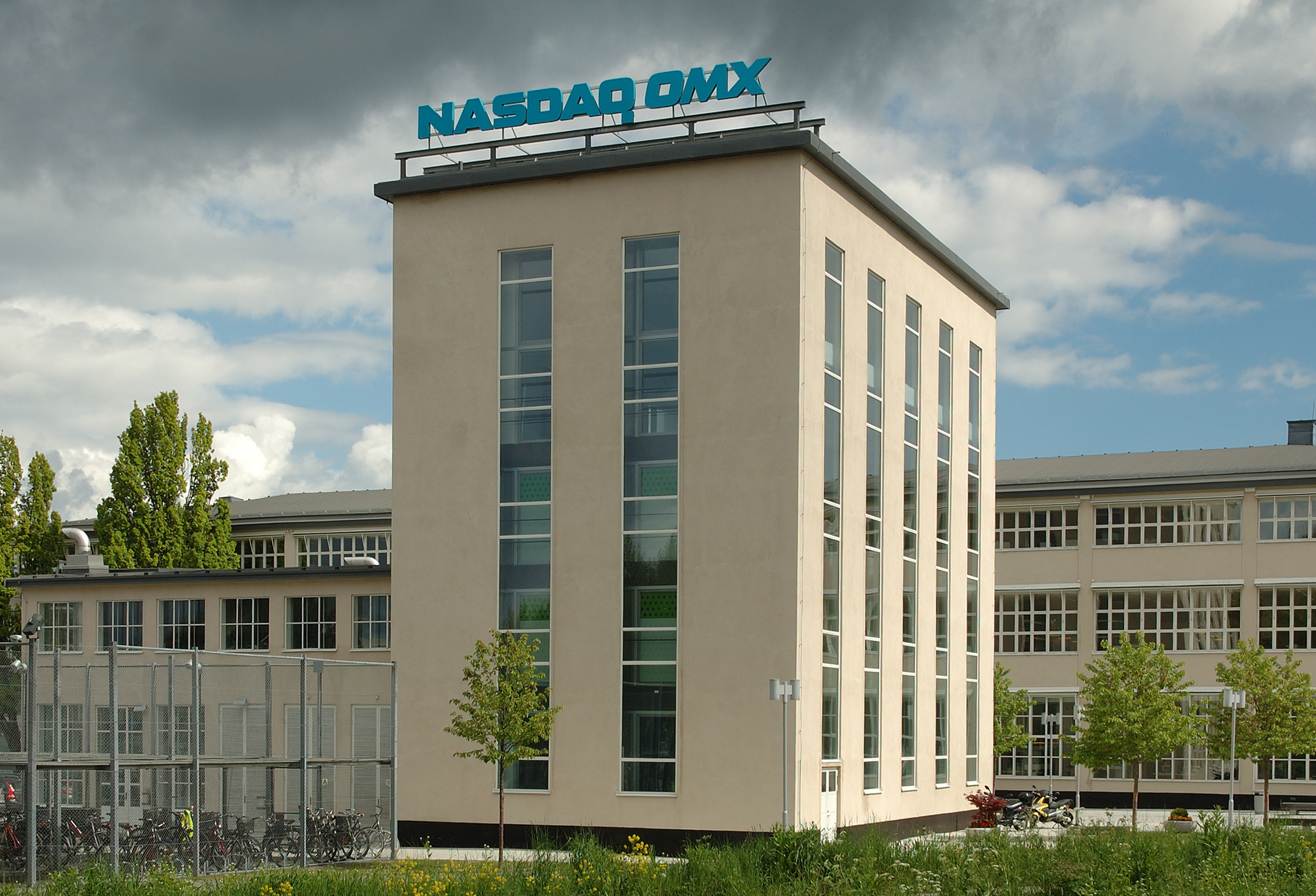
La Borsa d'Estocolm

L'economia de Suècia és la 35a major del món. Ajudada pel seu pacifisme i neutralitat durant tot el segle xx, el país va aconseguir un patró de vida envejable, sota un sistema mixt de capitalisme i beneficis socials. Suècia té un modern sistema de distribució de renda, un excel·lent sistema de telecomunicacions intern i amb l'estranger, a més d'una mà d'obra ben instruïda.
El setembre de 2003, la població va recusar l'adopció de l'euro, preocupada amb l'impacte sobre l'economia i sobirania del país. La fusta, la producció hidroelèctrica i l'extracció de mineral de ferro constitueixen les bases d'una economia pesadament orientada cap al comerç exterior. Les empreses privades són responsables per la gran majoria de la producció industrial, de la qual el sector d'enginyeria representa aproximadament el 50% de la producció i exportacions. L'agricultura representa poc més de l'1% del PIB i de l'ocupació.